# Manilkara butugi
Manilkara butugi là một loài thực vật có hoa trong họ Hồng xiêm. Loài này được Chiov. mô tả khoa học đầu tiên năm 1940.